# Fries Deschilder
Fries Deschilder (Westouter, 15 september 1992) is een Belgisch voetballer die de jeugdreeksen van FC Westouter, SV Roeselare en Club Brugge doorliep. Anno 2025 komt hij uit voor KVC Winkel Sport. Deschilder is een middenvelder.

## Carrière

### Club Brugge
Bij Club Brugge werd hij in 2011 in de A-Kern opgenomen. Op 31 juli 2011, de eerste speeldag van de competitie, maakte hij z'n debuut in eerste klasse: tegen Westerlo viel hij in de 85e minuut in voor Niki Zimling. Vijf dagen later viel hij in de 66ste minuut in in de verloren uitmatch in de voorrondes van de Europa League tegen FK Qarabağ. Ook op speeldag, uit bij Zulte Waregem, mocht hij invallen.
Op 21 september 2011 stond hij voor de eerste keer in de basiself van Club in de 1/16e finales van de Beker van België tegen derdeklasser Dessel Sport. Die wedstrijd speelde hij ook volledig uit. De laatste keer dat hij in de competitie mocht invallen was op speeldag 9 bij Beerschot AC, hij viel toen in in de 87ste minuut. Op 20 oktober 2011 speelde hij voor de laatste keer van het seizoen mee voor Brugge. Hij viel in de 82ste minuut in voor Lior Refaelov in de verloren thuismatch van de groepsfase van de Europa League tegen Birmingham City FC.

### FC Eindhoven
Voor het seizoen 2012-13 leende Club Brugge hem uit aan de Nederlandse Tweedeklasser FC Eindhoven, een ploeg die moest strijden tegen de degradatie. Op 20 augustus 2012, op de 2de speeldag van de Jupiler League, mocht hij voor de eerste keer invallen. Hij kwam in de plaats van Rob van Boekel in minuut 46, in de match in SC Veendam. Hij speelde dat seizoen uiteindelijk 20 matchen voor FC Eindhoven en op het einde van het seizoen maakte hij de definitieve overstap naar de Nederlandse club. Hij bleef uiteindelijk vijf jaar onder contract met de Nederlandse tweedeklasser.

### Winkel Sport
Vanaf het seizoen 2018-19 kwam hij uit voor het Belgische KVC Winkel Sport. Hij was uiteindelijk zes jaar actief voor de club. Het eerste seizoen speelden ze nog in de Tweede klasse amateurs, maar de vijf daaropvolgende jaren kwam de club uit in Eerste nationale.
Vanaf 2024-25 komt Deschilder uit voor SK Roeselare in de Tweede afdeling.

### International
Deschilder heeft één keer meegespeeld voor het Belgisch Nationaal Voetbalelftal voor onder 18-jarigen, in het seizoen 2009-10.

## Statistieken
| Seizoen        | Club             | Land               | Competitie             | Competitie | Competitie | Beker | Beker | Internationaal | Internationaal | Totaal | Totaal |
| Seizoen        | Club             | Land               | Competitie             | Wed.       | Dlp.       | Wed.  | Dlp.  | Wed.           | Dlp.           | Wed.   | Dlp.   |
| -------------- | ---------------- | ------------------ | ---------------------- | ---------- | ---------- | ----- | ----- | -------------- | -------------- | ------ | ------ |
| 2011/12        | Club Brugge      | Vlag van België    | Jupiler Pro League     | 3          | 0          | 1     | 0     | 2              | 0              | 6      | 0      |
| 2012/13        | → FC Eindhoven   | Vlag van Nederland | Jupiler League         | 19         | 1          | 1     | 0     | —              | —              | 20     | 1      |
| 2013/14        | FC Eindhoven     | Vlag van Nederland | Jupiler League         | 32         | 5          | 2     | 1     | —              | —              | 34     | 6      |
| 2014/15        | FC Eindhoven     | Vlag van Nederland | Jupiler League         | 37         | 7          | 1     | 0     | —              | —              | 38     | 7      |
| 2015/16        | FC Eindhoven     | Vlag van Nederland | Jupiler League         | 30         | 2          | 1     | 0     | —              | —              | 31     | 2      |
| 2016/17        | FC Eindhoven     | Vlag van Nederland | Jupiler League         | 32         | 3          | 2     | 0     | —              | —              | 34     | 3      |
| 2017/18        | FC Eindhoven     | Vlag van Nederland | Jupiler League         | 10         | 1          | 1     | 0     | —              | —              | 11     | 1      |
| 2018/19        | KVC Winkel Sport | Vlag van België    | Tweede klasse amateurs | 2+         | 1+         | 0     | 0     | —              | —              | 2+     | 1+     |
| 2019/20        | KVC Winkel Sport | Vlag van België    | Eerste nationale       | 24+        | 2+         | 0     | 0     | —              | —              | 24+    | 2+     |
| 2020/21        | KVC Winkel Sport | Vlag van België    | Eerste nationale       | 2+         | ?          | 0     | 0     | —              | —              | 2+     | ?      |
| 2021/22        | KVC Winkel Sport | Vlag van België    | Eerste nationale       | 24         | 3          | 2     | 0     | —              | —              | 26     | 3      |
| 2022/23        | KVC Winkel Sport | Vlag van België    | Eerste nationale       | 25         | 0          | 1     | 0     | —              | —              | 26     | 0      |
| 2023/24        | KVC Winkel Sport | Vlag van België    | Eerste nationale       | 15         | 1          | 0     | 0     | —              | —              | 15     | 1      |
| 2024/25        | SK Roeselare     | Vlag van België    | Tweede afdeling        | 28         | 1          | 0     | 0     | —              | —              | 28     | 1      |
| Carrièretotaal | Carrièretotaal   | Carrièretotaal     | Carrièretotaal         | 283+       | 27+        | 12    | 1     | 2              | 0              | 269+   | 27+    |

Bijgewerkt op 25 mei 2025.